# Casa de la Libertad
La Casa de la Libertad es un edificio de la ciudad de Sucre, conocido por ser el lugar en el que se firmó el Acta de la Independencia de Bolivia (entonces Alto Perú) en 1825. En este edificio se redactó la primera constitución de Bolivia a partir de ese momento y hasta 1898 se reunió el Congreso Boliviano. Se encuentra ubicada en la Plaza 25 de mayo, en el centro de la ciudad de Sucre, capital de Bolivia.

## Historia
Fue originalmente una capilla que formaba parte de la Manzana Jesuítica de la ciudad de La Plata y ahí se encontraba la Sala Mayor o Aula Magna de la Universidad Mayor, Real y Pontificia de San Francisco Xavier de Chuquisaca. Actualmente es el Museo de historia más importante de Bolivia y depende de la Fundación Cultural del Banco Central de Bolivia. Se puede observar en la fachada  el escudo de la Universidad Mayor, Real y Pontificia de San Francisco Xavier de Chuquisaca.

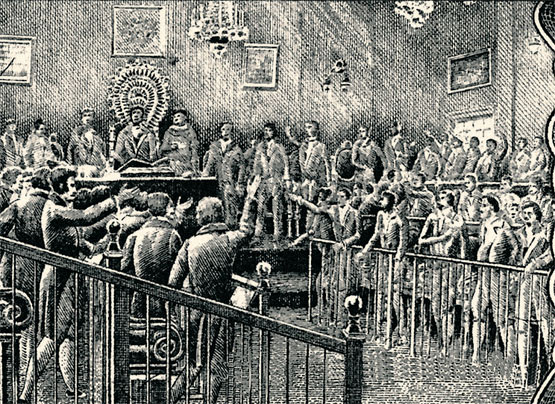
El Salón de la Independencia durante el Congreso Constituyente de la Nación.

Desde que dejó de ser la sede del Poder Legislativo, este edificio ha pasado a ser un repositorio de reliquias históricas, de efigies de personajes históricos, de colecciones de documentos inéditos, de colecciones de periódicos, de folletos y de mapas y planos, que forman parte del patrimonio cultural boliviano, algunos de ellos con varios siglos de antigüedad.
Posee también una biblioteca especializada en historia geográfica. La mayor parte de estos bienes pertenece a la Sociedad Geográfica y de Historia de Sucre, fundada en 1886, que durante varios decenios los fue adquiriendo y coleccionando. A esta prestigiosa y benemérita sociedad le fue encomendada, por Decreto Supremo de 1939, la custodia y conservación de la Casa de la Libertad hasta 1974, año en que por Decreto Supremo del 25 de noviembre se encomienda al Banco Central de Bolivia la reparación y cuidado de la Casa. Desde 1995 y hasta la fecha, la Casa depende de la Fundación Cultural del Banco Central de Bolivia.

## Intervenciones
En la década de 1970 se realizaron trabajos de restauración coordinados por  el Ministerio de Urbanismo y Vivienda, Banco Central de Bolivia y el Comité de Desarrollo de Obras Públicas de Chuquisaca, en el proyecto participaron la arquitecta Cristina Damm, el arquitecto Alfonso Frías y el arquitecto Guillermo Ovando Sanz.
En 2012 se planificó la intervención del inmueble con el objetivo de realizar restauraciones y habilitar un nuevo espacio que permita el funcionamiento del Museo Nacional de Historia a partir de 2014.

## Salas

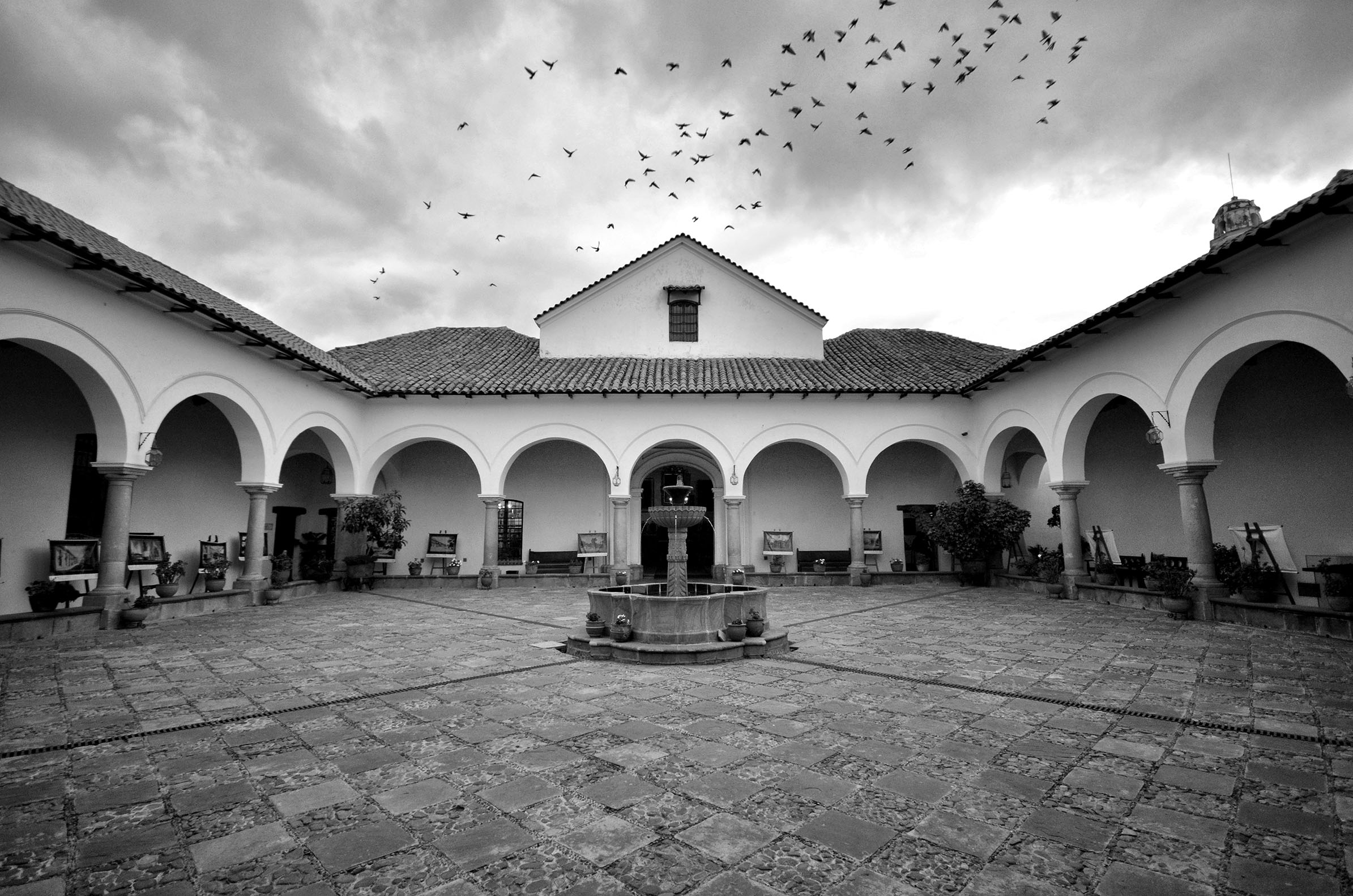
Patio central de la casa de la Libertad.

El Salón de la Independencia está ubicado al frente de la entrada principal de la Casa de la Libertad. Este es el lugar donde se reunió el primero Congreso Constituyente de la Nación y se firmó el Acta de la Independencia de Bolivia. Al fondo están colocados tres retratos de los dos libertadores del país y del presidente José Ballivián. El retrato de Simón Bolívar es un óleo realizado por el pintor peruano José Gil de Castro en Lima. A su derecha se encuentra el retrato del libertador Antonio José de Sucre y a la izquierda la del general José Ballivián.
En el salón también se encuentra guardada en una urna la espada del libertador Sucre, usada en las batallas de Junín y Ayacucho, al igual que la espada usada por José Ballivián, que venció en la Batalla de Ingavi, el 18 de noviembre de 1841 y que consolidó la Independencia de Bolivia.
El Salón está dividido por una balaustrada de madera separando los curules de los diputados y los escaño que ocupaba el pueblo.

### Salón de los Diputados
El Salón de los Diputados está dedicado a los diputados que proclamaron la Independencia de Bolivia y suscribieron el acta de la independencia el 6 de agosto de 1825.
En el salón están colgados los retratos de algunos de ellos. En la sala preside el retrato auténtico de Mariano Serrano, que fue el presidente de la Asamblea Deliberante y redactor del acta proclamatoria de la autonomía nacional. En esta sala se exhibe el facsímil del Acta de la Independencia en una vitrina.

### Salón Virreinal
El Salón Virreinal está presidido por un retrato del rey de España, Carlos III. Se exhibe también un retrato del rey Fernando VII, último rey de la colonias españolas en América. También se presenta la efigie de José Miguel de Antequera, Fiscal de la Audiencia de Charcas. Hay un retrato de Juan José de Segovia con su esposa Manuela de Risco y Agorreta. En un ángulo del salón se halla un ataúd en el que se llevaba a enterrar al rector y a los docentes universitarios, así como un piano de mesa de principios del siglo XIX.
Por último está colgado el gran mapa de los Virreinatos Españoles en Sudamérica, editado en España en 1775.

## Misión
La Casa de la Libertad, declarada «Primer Monumento Nacional» por Decreto Supremo N.º 5918, es parte de la Fundación Cultural del Banco Central de Bolivia, y tiene la misión de conservar y proteger las reliquias históricas del país y difundir en el ámbito nacional el desarrollo de la vida política y social de Bolivia desde la época virreinal hasta la republicana actual.